# Ouptar
Ouptar (en russe : Уптар) est une commune urbaine de l'oblast de Magadan, en Russie. Elle se situe dans l'okroug urbain de Magadan (ru). Sa population était estimée à 2 028 habitants en 2022.

## Géographie

### Situation
Oupatar se trouve dans l'oblast de Magadan, dans une vallée protégée du vent entourée de collines où l'on retrouve aussi Sokol. Elle est dans un méandre de la rivière Ouptar, qui lui a donné son nom. Elle se situe à 37 km au nord de Magadan, et à 5 900 km à l'est de Moscou.

## Étymologie
Le nom d'Oupar vient de l'évène, nom voulant dire rivière ou bien « creux, fossé ».

## Histoire
Ouptar est fondé en 1932, avec les prisonniers du Sevvostlag chargé de la construction de la route, qui avaient un campement au 47ème kilomètre de la R504, nom aujourd'hui officieux du village. Pendant les années 1940, Ouptar voit la construction du chemin de fer Magadan - Palatka, construit par des prisonniers du Dalstroï. Cependant en 1956, à cause de sa non-rentabilité, le chemin de fer est démantelé.

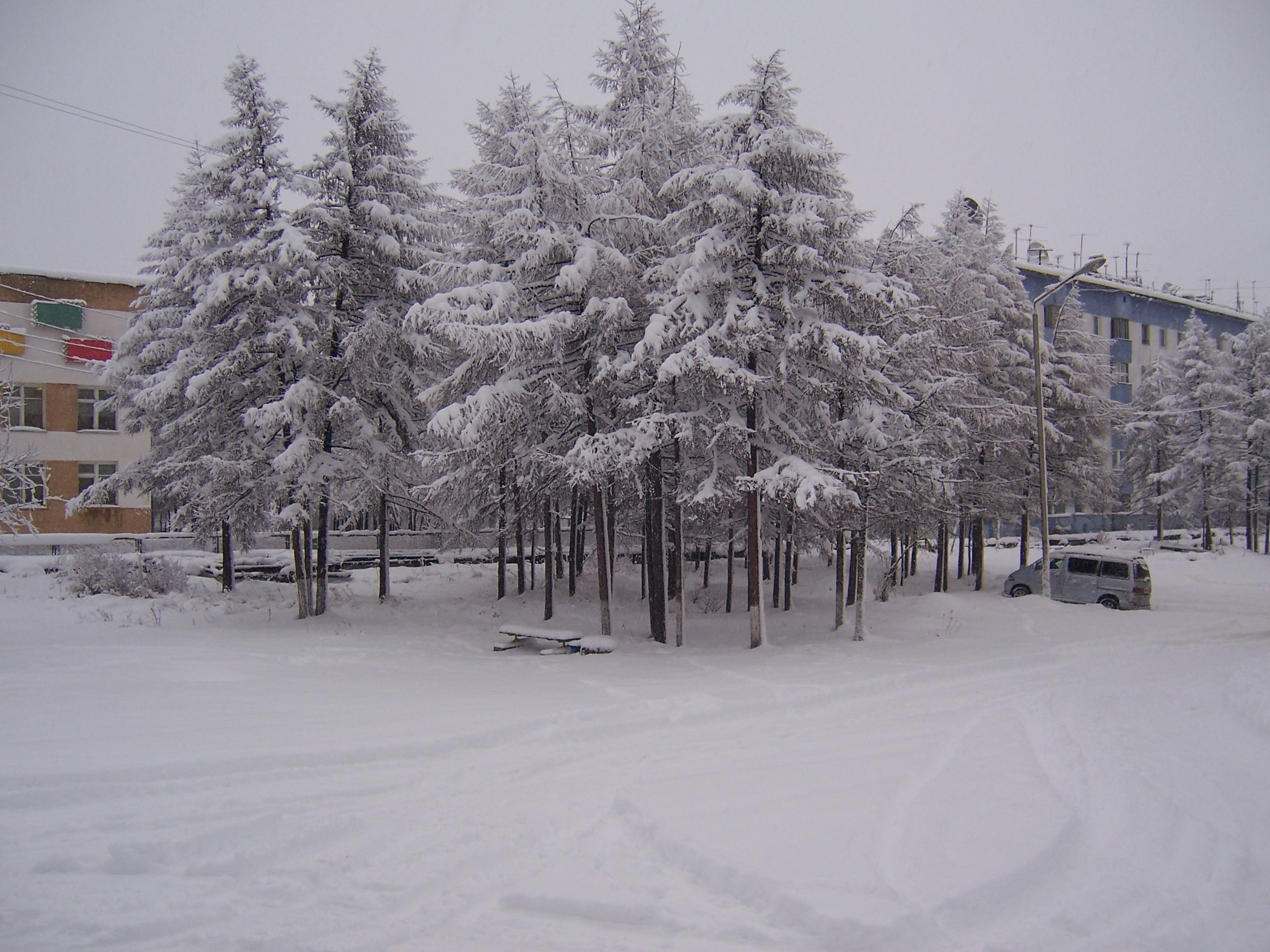
Parc à Ouptar

En 1973, Ouptar devient une colonie urbaine et dès 1970, des civils commencent à arriver. Le village devient alors un lieu annexe de la centrale hydroélectrique de la Kolyma, avec la production des matériaux nécessaires à la construction. En plus de la construction d'usines, des services publics tels qu'un hôpital sont créés.

## Population
Recensements (*) ou estimations de la population
| 1979* | 1989* | 2002* | 2004  | 2005  |
| ----- | ----- | ----- | ----- | ----- |
| 5 546 | 2 993 | 2 311 | 2 300 | 2 269 |

| 2006  | 2007  | 2008  | 2009  | 2010  |
| ----- | ----- | ----- | ----- | ----- |
| 2 257 | 2 252 | 2 274 | 2 257 | 1 991 |

| 2012  | 2013  | 2014  | 2015  | 2016  |
| ----- | ----- | ----- | ----- | ----- |
| 1 939 | 1 968 | 1 988 | 2 003 | 2 039 |

| 2017  | 2018  | 2019  | 2020  | 2021  |
| ----- | ----- | ----- | ----- | ----- |
| 2 109 | 2 083 | 2 085 | 2 050 | 2 034 |

| 2022  | - | - | - | - |
| ----- | - | - | - | - |
| 2 028 | - | - | - | - |

## Transports
Le village est relié au reste du pays par la R504 Kolyma. La ville est située à 37 km de Magadan par la route. Une ligne de bus dessert Magadan et son aéroport situé à Sokol.